# Tom Clancy's Rainbow Six: Lockdown
Tom Clancy's Rainbow Six: Lockdown est le quatrième jeu entier de la série Rainbow Six. Il a été développé par Red Storm Entertainment.

## Système de jeu
Le gameplay de Rainbow Six : Lockdown est plus orienté sur l'action que les précédents jeux de la série. En effet l'aspect tactique a été réduit rendant le jeu plus rapide et plus accessible aux débutants. Le gameplay de ce jeu est similaire à celui des jeux de la série Ghost Recon Advanced Warfighter.

## Scénario

### Personnages
On y trouve différents personnages:
- Ding Chavez est américain. C'est le chef d'équipe. Froid et autoritaire il parle rarement à ses hommes pendant les missions. Il est aussi le fondateur de l'équipe Rainbow et le beau-fils de John Clark l'homme qui fait les briefings avant chaque mission.
- Roger McAllen est canadien, c'est le boute-en-train du groupe, spécialiste en désarmement de bombes, et est toujours (ou presque) en train de raconter une blague pendant les missions.
- Ayana Yacobi est israélienne. Souvent équipée d'un fusil Super 90 (fusil à pompe), elle a le sang chaud et a un fort caractère. Elle a une relation tendue avec Lofquist, jusqu'à la mission finale.
- Pak Suo-Won est sud-coréen. Spécialisé dans la neutralisation de caméra, Pak a toujours le visage encagoulé sauf dans les briefings.
- Dietter Webber est allemand. Sniper de l'équipe Raimbow, il est très prétentieux et arrogant voir désagréable sauf avec Yacobi. Il se fait capturer par les hommes de Fessal Hamidan un trafiquant d'armes algérien.
- Louis Loiselle est français. C'est le dragueur du groupe et fait souvent du charme à ses partenaires, Raymond, Lofquist et Yacobi.
- Renée Raymond est américaine.Elle fut mobilisée en Bosnie avant de rejoindre la rainbow.
- Eddie Price est britannique. C'est le membre le plus proche de Chavez. Il est spécialiste en libération d'otage et est un expert en combat rapproché.
- Annika Lofquist est suédoise. Elle ne s'entend pas avec Yacobi qui la traite d'écolière.

## Accueil
- Jeuxvidéo.com : 10/20[1]